# Angelo Pagani
Angelo Pagani (Mariano Comense, 4 agosto 1988) è un ex ciclista su strada italiano professionista dal 2011 al 2014.

## Palmarès
- 2007

Memorial Vittime del Vajont
- 2008

Coppa San Sabino
- 2009

Trofeo Maria Rovelli in Isella a.m.
- 2010

2ª tappa Giro delle Regioni

## Piazzamenti

### Grandi Giri
- Giro d'Italia

2012: 97º

### Classiche monumento
- Milano-Sanremo

2012: ritirato
- Giro di Lombardia

2011: ritirato
2012: ritirato
2014: ritirato

### Competizioni mondiali
- Campionati del mondo su strada

Melbourne 2009 - In linea Under-23: ritirato